# 波利亞尼 (別廖茲諾區)
51°3′12″N 26°39′6″E / 51.05333°N 26.65167°E
波利亞尼（烏克蘭語：Поляни）是位於烏克蘭西北部里夫內州裏里夫內區的村莊，始建於1350年，面積1.33平方公里，海拔高度174米，2001年人口1,478。